# D'arcy Wretzky
D'arcy Elizabeth Wretzky-Brown (* 1. května 1968) je americká hudebnice. Je známá jako původní baskytaristka skupiny The Smashing Pumpkins.

## Životopis

### Dětství a dospívání
Narodila se a vyrůstala v South Havenu. Její matka, barová zpěvačka přivedla D'Arcy a její sestry k hudbě. D'Arcy hrála na housle a hoboj, hrála v různých sborech. Zajímala se také o gymnastiku. Svého otce, milovníka jezdectví, popisovala jako velmi zvláštního člověka.
V pubertě se D'Arcy cítila spíše jako kluk a měla hašteřivý vztah se sestrou. Na střední škole se začala zajímat o post-punk a začala hrát v různých kapelách. Po střední škole se přestěhovala do Francie kde se chtěla připojit k jedné kapele, ale ta se po jejím příjezdu rozpadla a D'Arcy se vrátila do Spojených států. Poté se přestěhovala do Chicaga a trávila léto žitím s přáteli a navštěvování, koncertů.

### The Smashing Pumpkins
Po koncertě v místním rockovém klubu slyšela D'Arcy Billyho Corgana kritizovat kapelu, která v tu chvíli hrála. Po krátké diskusi ji Corgan přijal do své nově vzniklé kapely The Smashing Pumpkins. Spolu s ním byl v kapele kytarista James Iha, s nímž D'Arcy krátce chodila, záhy se do skupiny přidal bubeník Jimmy Chamberlin. Corgan později prohlásil: "Ženy vnímají jinak než muži. Mají jiný přístup, jiné vibrace a dodávají tomu zcela jinou perspektivu. Není to o tom, že bych měl holky, co hrajou na baskytaru, jenom z nějakých estetických důvodů. Když dáte ženu do mužského prostředí, tak to muže změní. Začnou jednat jinak. Jsou hned milejší, jemnější a začínají se lépe chovat. Alespoň já mám takovou zkušenost. Hudebně a lidsky je to obohacující."
D'Arcy se kvůli působení v kapele naučila hrát na baskytaru a často přispívala doprovodnými vokály. Jako velká fanynka Depeche Mode přesvědčila ostatní členy skupiny, aby nahráli píseň Never Let Me Down Again. Coververze se později objevila na albu For the Masses a ve filmu Bulšit. Hlavní skladatel Depeche Mode Martin Gore řekl, že se mu předělávka vždy líbila, Dave Gahan dokonce uvedl, že je lepší než original.
Asi od roku 1995 však začala brát drogy. V roce 1999 D'Arcy opustila kapelu, aby usilovala o hereckou kariéru. Krátce poté byla zatčena za držení kokainu. Corgan později říkal, že byla z kapely vyhozena za to, "že se z ní stal narkoman, který odmítl pomoc". Nahrazena byla bývalou baskytaristkou skupiny Hole Melissou Auf der Maur.

### Pozdější život
D'Arcy se neúčastnila obnovení The Smashing Pumpkins. V roce 2008 podala spolu s Jamese Ihou žalobu na Virgin Records za prodej melodií písní The Smashing Pumpkins bez jejich souhlasu.
Wretzky byla v únoru 2011 zatčena za to, že nezaplatila pokutu, kterou získala za nedostatečnou kontrolu svých koní, kteří jí utekli. Ve vězení strávila šest dnů. Tentýž měsíc byla zatčena také za řízení v opilosti. V současné době žije na farmě v Michiganu.

## Diskografie
- 2000 - Machina/The Machines of God
- 1998 - Adore
- 1995 - Mellon Collie and the Infinite Sadness
- 1993 - Siamese Dream
- 1991 - Gish